# Саморядово (Курский район)
Саморя́дово — деревня в Курском районе Курской области России. Входит в состав Полянского сельсовета.

## География
Деревня находится в центральной части Курской области, в пределах южной части Среднерусской возвышенности, в лесостепной зоне, к западу от реки Большая Курица, на расстоянии примерно 10 км (по прямой) к западу от города Курск, административного центра района и области. Абсолютная высота — 188 м над уровнем моря.

### Климат
Климат характеризуется как умеренно континентальный, с относительно жарким летом и умеренно холодной зимой. Среднегодовая температура воздуха — 5,5 °С. Средняя температура воздуха самого тёплого месяца (июля) — 18,7 °C (абсолютный максимум — 37 °С); самого холодного (января) — −9,3 °C (абсолютный минимум — −35 °С). Безморозный период длится около 152 дней. Среднегодовое количество атмосферных осадков составляет 587 мм, из которых 375 мм выпадает в период с апреля по октябрь. Снежный покров образуется в первой декаде декабря и держится в среднем 125 дней.

### Часовой пояс
Деревня Саморядово, как и вся Курская область, находится в часовой зоне МСК (московское время). Смещение применяемого времени относительно UTC составляет +3:00.

## Население
| 2002 | 2010 |
| ---- | ---- |
| 78   | ↘65  |

### Половой состав
По данным Всероссийской переписи населения 2010 года, в половой структуре населения мужчины составляли 35,4 %, женщины — соответственно 64,6 %.

### Национальный состав
Согласно результатам переписи 2002 года, в национальной структуре населения русские составляли 92 %.

## Инфраструктура
Личное подсобное хозяйство. В деревне 57 домов.

## Транспорт
Саморядово находится в 9 км от автодороги федерального значения М2 «Крым» (часть европейского маршрута E 105), в 2 км от автодороги межмуниципального значения 38Н-197 (М-2 «Крым» – Полянское – граница Октябрьского района), в 2,5 км от автодороги 38Н-199 (38Н-197 – Пименово), на автодороге 38Н-200 (38Н-199 – Саморядово), в 10 км от ближайшей ж/д станции Дьяконово (линия Льгов I — Курск).
В 128 км от аэропорта имени В. Г. Шухова (недалеко от Белгорода).